# اليونان الرومانية

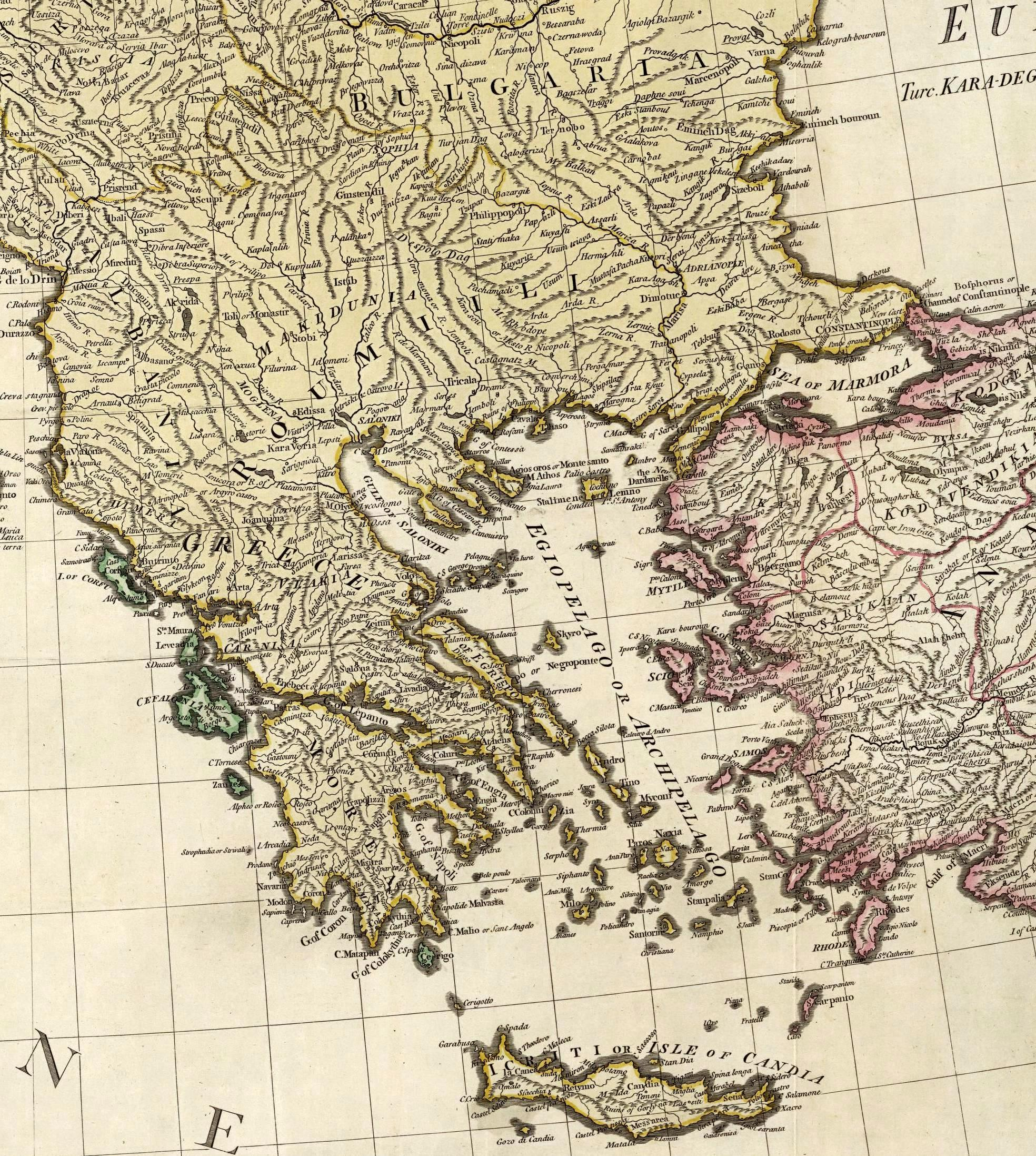

اليونان في العصر الروماني هي الفترة التي وقعت فيها اليونان تحت سيطرة الرومان. يشار إلى الامبراطورية الرومانية (27 قبل الميلاد – 1453م) بعد حوالي عام 395م عادةً باسم الإمبراطورية البيزنطية. بدأ العصر الروماني للتاريخ اليوناني بهزيمة كورينث القديمة في معركة كورينث عام 146 قبل الميلاد. ولكن الجمهورية الرومانية سيطرت قبل حرب آخاين على البر الرئيسي اليوناني بعد هزيمة مملكة مقدونيا في سلسلة من الصراعات المعروفة بالحروب المقدونية. سطرت معركة بيدنا عام 148 قبل الميلاد نهاية الحرب المقدونية الرابعة وهزيمة الأمير المقدوني أندريسكوس.
بدأ الاحتلال الروماني لليونان بعد معركة أكتيوم عام 31 قبل الميلاد، التي فاز فيها أغسطس على كليوباترا السابعة، ملكة مصر اليونانية من البطالمة، والجنرال الروماني مارك أنطوني، وبعدها فتح الاسكندرية (30 قبل الميلاد) آخر مدينة ضمن اليونان الهلنستية. استمرت السيطرة الرومانية على اليونان مع ضم الإمبراطور قسطنطين العظيم لبيزنطة وتسميتها بنوفا روما، عاصمة الإمبراطورية الرومانية؛ أعيدت تسمية المدينة بالقسطنطينية. وبعد ذلك، كانت الإمبراطورية الرومانية/البيزنطية ذات طابع يوناني.

## التاريخ الروماني المبكر
سقطت شبه الجزيرة اليونانية تحت الحكم الروماني في عام 146 قبل الميلاد بعد معركة كورينث عندما أصبحت مقدونيا مقاطعة رومانية. في ذلك الوقت، كان جنوب اليونان أيضًا تحت الهيمنة الرومانية؛ إلا أن بعض المدن اليونانية الرئيسية ظلت مستقلة جزئيًا وتجنبت الضرائب الرومانية المباشرة. رُبطت مملكة برغامون الهلنستية (282-133 قبل الميلاد) بتلك المناطق في عام 133 قبل الميلاد، عندما أراد الملك أتالوس الثالث ضم الأراضي إلى روما؛ لكن الرومان كانوا بطيئين في تأمين مطالبتهم بتلك الأراضي. قاد ايمنيس الثالث ثورة بمساعدة الفيلسوف بلوسيوس، الذي قمعه الجيش الروماني في 129 قبل الميلاد، عندما قسمت أراضي برغامون بين روما، ومملكة البنطس، وكبادوكيا.
في عام 88 قبل الميلاد، ثارت أثينا ومدن يونانية أخرى ضد روما، وقمعها الجنرال لوسيوس كورنيليوس سولا. خلال الحروب الأهلية الرومانية، تعرضت اليونان للدمار ماديًا واقتصاديًا، حتى أعاد أغسطس تنظيم شبه الجزيرة باسم مقاطعة آخايا عام 27 قبل الميلاد. في البداية، تسبب غزو روما لليونان في إلحاق الضرر بالاقتصاد، ولكنه سرعان ما انتعش في ظل الإدارة الرومانية في فترة ما بعد الحرب. علاوةً على ذلك، استعادت المدن اليونانية في آسيا الصغرى عافيتها من الغزو الروماني بسرعة أكبر من مدن شبه جزيرة اليونان، التي تضررت كثيرًا في الحرب مع سولا. باعتبارها إمبراطورية، استثمرت روما الموارد وأعادت بناء مدن اليونان الرومانية، وعينت كورينث عاصمةً لمقاطعة آخايا، في حين ازدهرت أثينا بصفتها مركزًا ثقافيًا للفلسفة والتعليم والمعرفة المكتسبة.

## بدايات الإمبراطورية
استمرت الحياة في اليونان تحت حكم الإمبراطورية الرومانية كما كانت في السابق، وتأثرت الثقافة الرومانية كثيرًا باليونانيين. ألهمت ملاحم هوميروس إنيادة فرجيل، كما استخدم كتاب مثل لوكيوس سينيكا أنماطًا كتابية يونانية. في الوقت الذي اعتبر فيه بعض النبلاء الرومانيين اليونانيين رجعيين ومنتقَصين، احتضن كثيرون مطبوعاتهم وفلسفتهم. أصبحت اللغة اليونانية مفضلة للمثقفين والنخبة في روما، مثل شيبيون الإفريقي، الذي كان يميل إلى دراسة الفلسفة واعتبر الثقافة والعلوم اليونانية مثالًا يحتذى به.
زار الإمبراطور الروماني نيرون اليونان في 66م، وشارك في دورة الألعاب الأولمبية القديمة، على الرغم من القواعد المناهضة للمشاركين غير اليونانيين، ومنح فوزًا شرفيًا في كل مسابقة، وفي السنة التالية أعلن عن حرية اليونانيين في إقامة دورة الألعاب البرزخية في كورينث، تمامًا كما فعل فلامينينوس قبل أكثر من 200 سنة. كان هادريان مولعًا بشكل خاص باليونانيين؛ وكان قد خدم في أثينا قبل أن يصبح إمبراطورًا. أنهى عملية بناء هيكل زيوس هناك، فكرمه الأثينيون ببناء قوس هادريان بجواره.